# Fuero de Villasila y Villamelendro

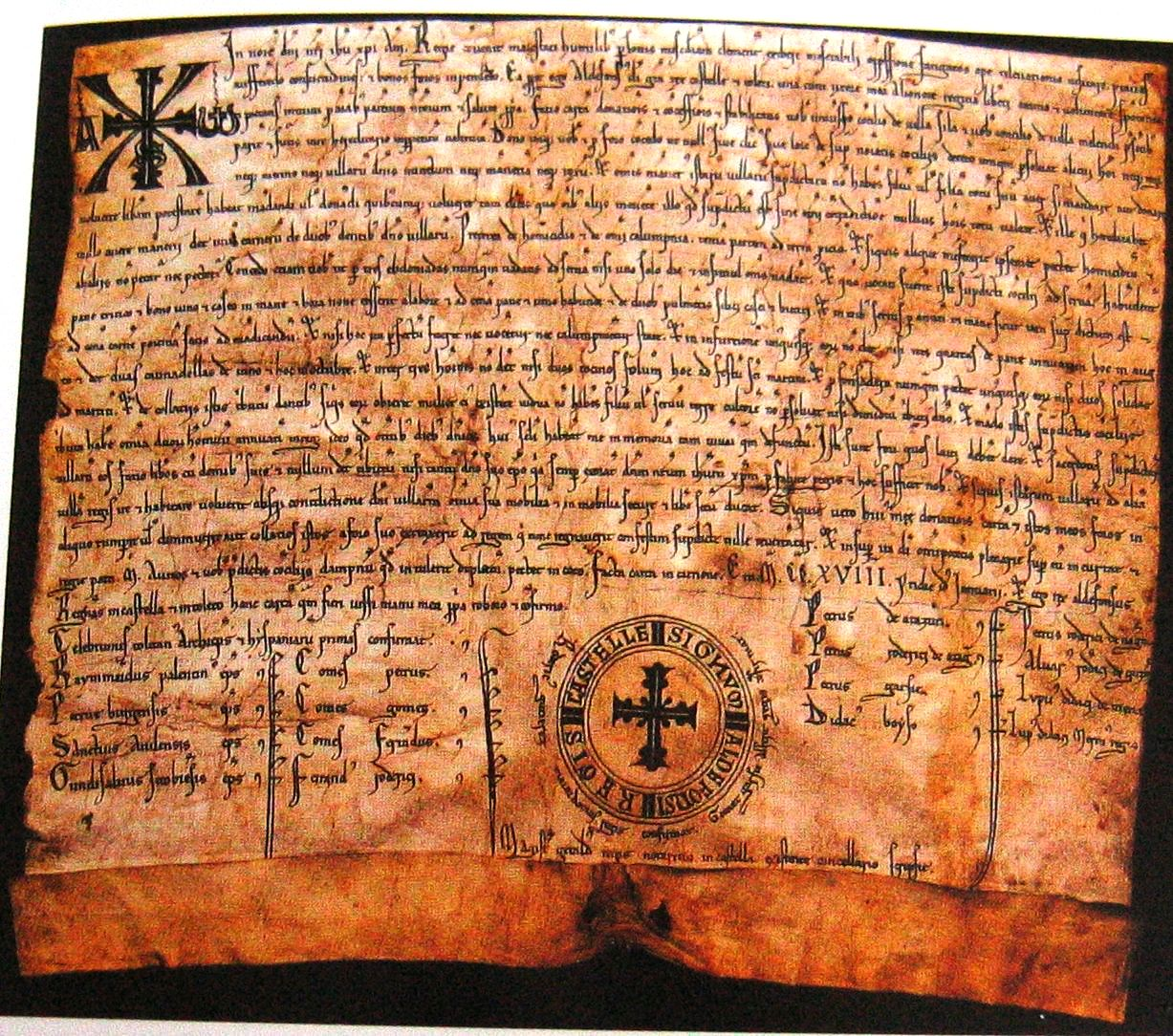
Documento original del Fuero de Villasila y Villamelendro otorgado por Alfonso VIII en 1180.

Fuero otorgado por Alfonso VIII, rey de Castilla en Carrión de los Condes el 12 de enero de 1180, tras la petición efectuada por los clérigos de las villas de Villasila de Valdavia y Villamelendro (Palencia).
El documento original aún se conserva en el Archivo Histórico Nacional. Órdenes Militares. Santiago-Uclés, Carpeta 325, n.º 1.

## Importancia del Fuero
Este Fuero fue uno de los trece otorgados en la provincia de Palencia durante el reinado del monarca. El primero fue otorgado en 1161, y el último en un período comprendido entre 1195 y 1212. De estos, sólo cinco fueron otorgados por D. Alfonso VIII en persona, a saber: Mazariegos, Villasila y Villamelendro, Herrera de Pisuerga, Nogal de las Huertas y San Nicolás del Camino. Mientras que siete de ellos fueron otorgados por señores eclesiásticos, como los de los lugares de San Julián de Husillos, Hospital de Santa María de la Fuente, Villamuriel, Lomas, Palencia y Pozuelos del Rey.
Por su lado Perales recibió fuero por parte de sus señores, los ‘’’condes Nuño y Teresa’’’, mientras que Bahillo lo recibió de los propietarios del lugar.
La mayoría de lugares de la provincia de Palencia que recibieron Fuero en época de Alfonso VIII trazan una especie de eje Norte-Sur desde Herrera de Pisuerga hasta Villamuriel de Cerrato, cortado en sentido este-oeste por el Camino de Santiago, en cuyo entorno palentino occidental se sitúan los restantes lugares.
De estos lugares la mayoría de ellos pertenecen a la rica Tierra de Campos, región cerealista donde a escala provincial, la tradición foralista alcanza su apogeo.
Sin embargo es con el Fuero de Villasila y Villamelendro cuando se producen dos hechos relevantes y a partir de entonces constantes, dentro de la política Foral del monarca castellano.

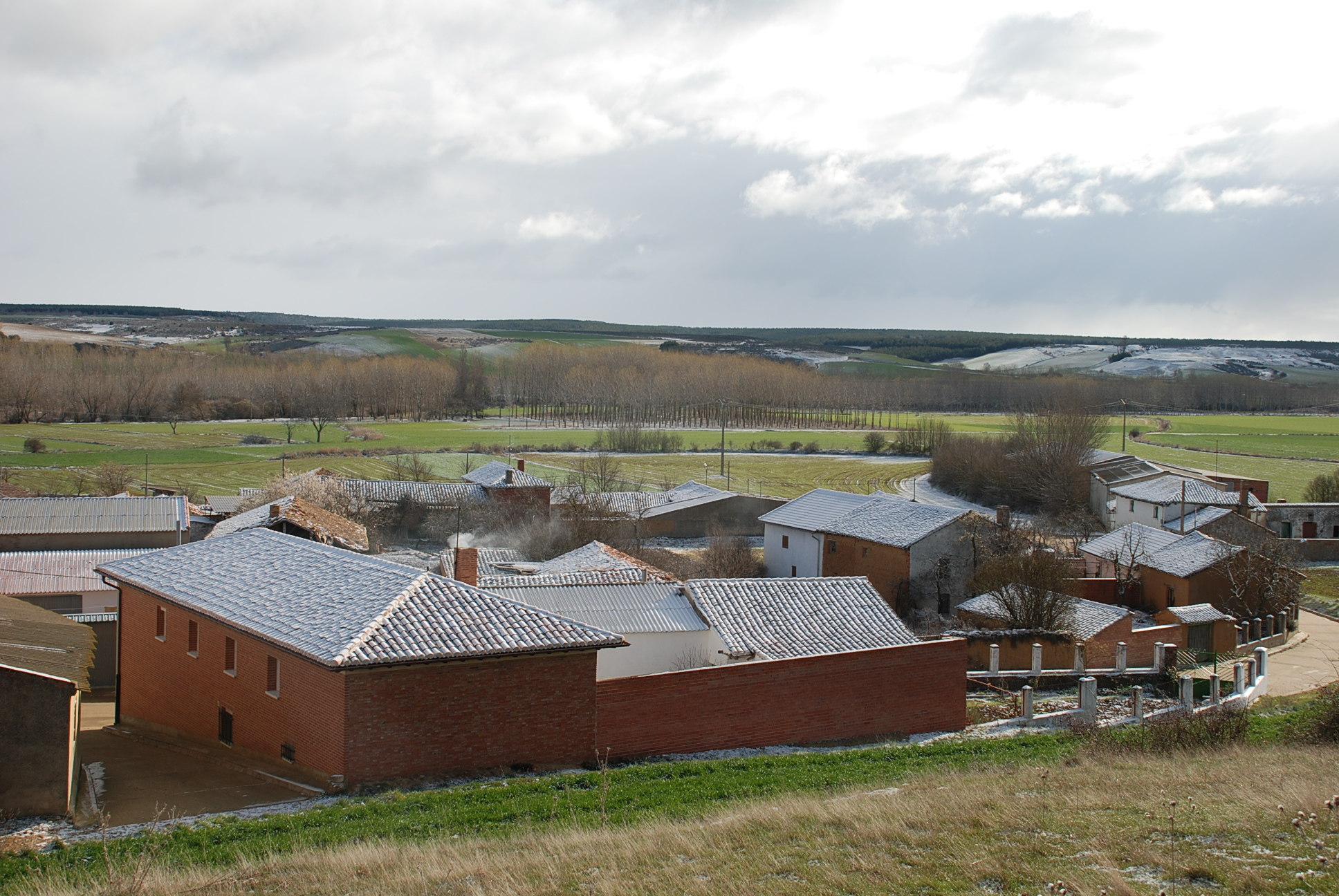
Vista de Villamelendro de Valdavia. Al fondo tras los árboles se encuentra Villasila de Valdavia, beneficiarios ambos del Fuero de 1180 expedido por el rey Alfonso VIII.

En primer lugar en el preámbulo del mismo se declara de manera explícita la supresión de los malos usos y costumbres y la concesión de unos fueros nuevos más favorables para los vecinos prauas aufferendo consuetudines et bonos foros inpendendo. Este fuero reconocía a todos sus vecinos, tanto clérigos, como laicos, que no paguen nuncio, mañería y rapto, y por fonsadera no pagarían más de dos sueldos por marzo. En el caso de que el collazo que pagaba la fonsadera muriera, su viuda pagaría sólo la mitad si no tenía hijo ni siervo para cultivar la heredad. También se regula la prestación de las sernas, una cada tres semanas y tres más al año, asegurándose a los que las hicieran la dieta de comida adecuada, de la que formaba parte el pan de trigo, el vino, el queso, la miel y la carne de cerdo
. Tal vez este sea el origen de la tradición recogida por la Cofradía de la Santa Cruz de Villamelendro por la cual se le daba un plato de trigo con una vela, queso y un cuartillo de vino a los familiares del fallecido.
La infurción anual se pagaba en especie y se reducía a tres cuartas de pan, a pagar en agosto, y dos cañadillas de vino, que lo eran en octubre. Y cada tres vecinos deberían pagar dos tocinos por la festividad de San Martín. Se reconoce a los vecinos plena libertad para abandonar las villas con todos sus bienes si deseaban ir a vivir a otro lugar de realengo.
En segundo lugar, este fuero, es el primer documento en el que se adoptan las conclusiones y acuerdos sacados en el III Concilio de Letrán, celebrado en marzo de 1179, y que significó, en líneas generales un alineamiento entre Alfonso VIII y las autoridades eclesiásticas. El fuero, reconoce a los sacerdotes y a sus casas, la exención de todo tributo, salvo lo que deben dar a su obispo, a cambio de que rueguen a Dios por la salud del rey.
Bajo el amparo de los acuerdos tomados en Letrán, Alfonso VIII favoreció con un amplio abanico de libertades y franquicias al clero de su reino, recogidos en varios documentos, siendo el más antiguo de ellos, el estatuto otorgado a la iglesia de Calahorra, el 18 de junio de 1180.

## Transcripción

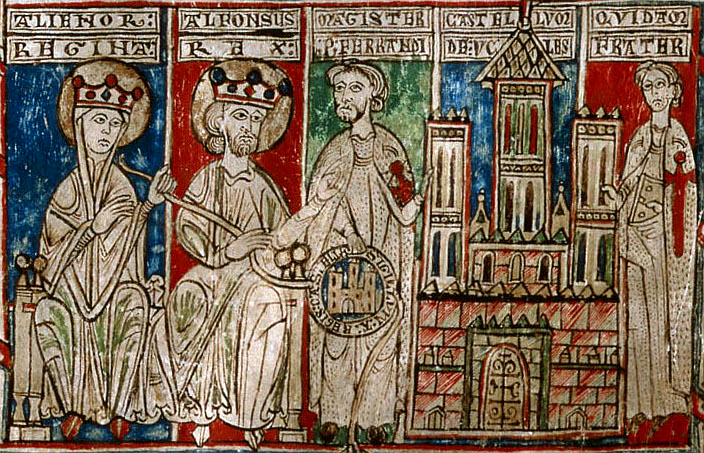
Alfonso VIII de Castilla, Leonor de Plantagenet y un minstrel. Miniatura perteneciente al Tumbo Menor de Castilla, que se encuentra en el Archivo Histórico Nacional de Madrid.

(Christus, alfa et omega). In nomine Domini Nostri Ihesu Christi, amen. Regie conuenit maiestati humilibus personis misericordiam clementer exibere, miserabili oppressione fatigatos ope reuelationis uisitare, prauas/2 aufferendo consuetudines et bonos foros inpendendo. Ea propter ego Aldefonsus, Dei gratia rex Castelle et Toleti, una cum uxore mea Alionore regina, libenti animo et uoluntate spontanea/3 et pietatis intuitu, pro animabus parentum nostrorum et salute propia, facio cartam donationis et concessionis et stabilitais uobis universo concilio de Uilla Sila et uobis concilio de Uilla Melendi, presentibus/4 pariter et futuris, iure hereditario in perpetuum ualituram.
Domo itaque uobis et pro foro concedo ut nullus, siue clericus siue laicus, de supra nomitatis conciliis de cetero umquam persoluat alicui homini neque regi/5 neque merino neque uillarum dominis nuncium neque manneriam neque roxum. Et omnis mannerus istarum uillarum supradictarum, non habens filium uel filiam, totum suum aver, si mandare aut donare/6 uoluerit, liberam potestatem habeat mandandi uel donandi quibuscumque uoluerit, tam clericis quam ómnibus aliis; moriente illo quod supradictum est sine omni contradictione nullius hominis totum ualeat.
Et ille qui hereditabit/7 in illo auere mannerii, det unum carrnerum de duous dentibus domino uillarum.
Petrerea de homicidio et de omni calumpnia, tertiam pertem ad terram proicio. Et si quis aliquem interfecerit, ipsemet pectet homicidum et/8 ab aliis non petatur nec pectetur.
Concedo etiam uobis ut per tres ebdomadas nunquam uadatis ad sernam nisi uno solo die et in simul omnes uadant. Et quando uocati fuerint isti supradicti concilii ad sernam, habundentur/9 pane tritico et bono uino et caseo in mane, et hora none cessent a labore; et ad cenam pane et uino habunde et de duobus pulmentis, scilicet, casei et butiri, et in tribus serni per annum in mane sicut iam supradictum est et/10 ad cenam carnem porcinam satis ad mandicandum; et nisi hoc ita perfectum fuerit nec calumpnientur stare.
Et in infurcionem unusquisque eorum, non det nisi tres quartas de pane annuatim, hoc in augus/11to, et det duas cannadellas de uino, et hoc in octubre. Et inter tres hominess non dent nisi duos tocinos solumodo, hoc ad festum Sancti Martini.
Et pro fonsadera nunquam pectet unusquisque eorum nisi duos solidos/12 as martium.
Et de collatiis istis tributum dantibus, si quis eorum obierit, mulier eius existente uidua non habens filium uel seruum terre cultorem non persoluat nisi dimidium tributi domino.
Et mando istis supradictis conciliis/13 tributa habere omnia duorum hominis annuatim, integra, ideo quod ómnibus diebus dominicis huius seculi habeant me in memoriam tam uiuum quam defunctum. Isti sunt fori quos laici debent dare.
Et sacerdotes supadictarum/14 villarum eos facio liberos cum domibus suis et nullum dent tributum nisi tantum domino suo episcopo, quia simper exorant Dominum Nostrum Ihesum Christum pro salute Regis, et hoc sufficit nobis.
Et si quis istarum villarum ad aliam/15 uillam regis ire et habitare uoluerit, absque contradictione domini uillarum omnia sua mobilia et inmobilia secure et libere ducat.

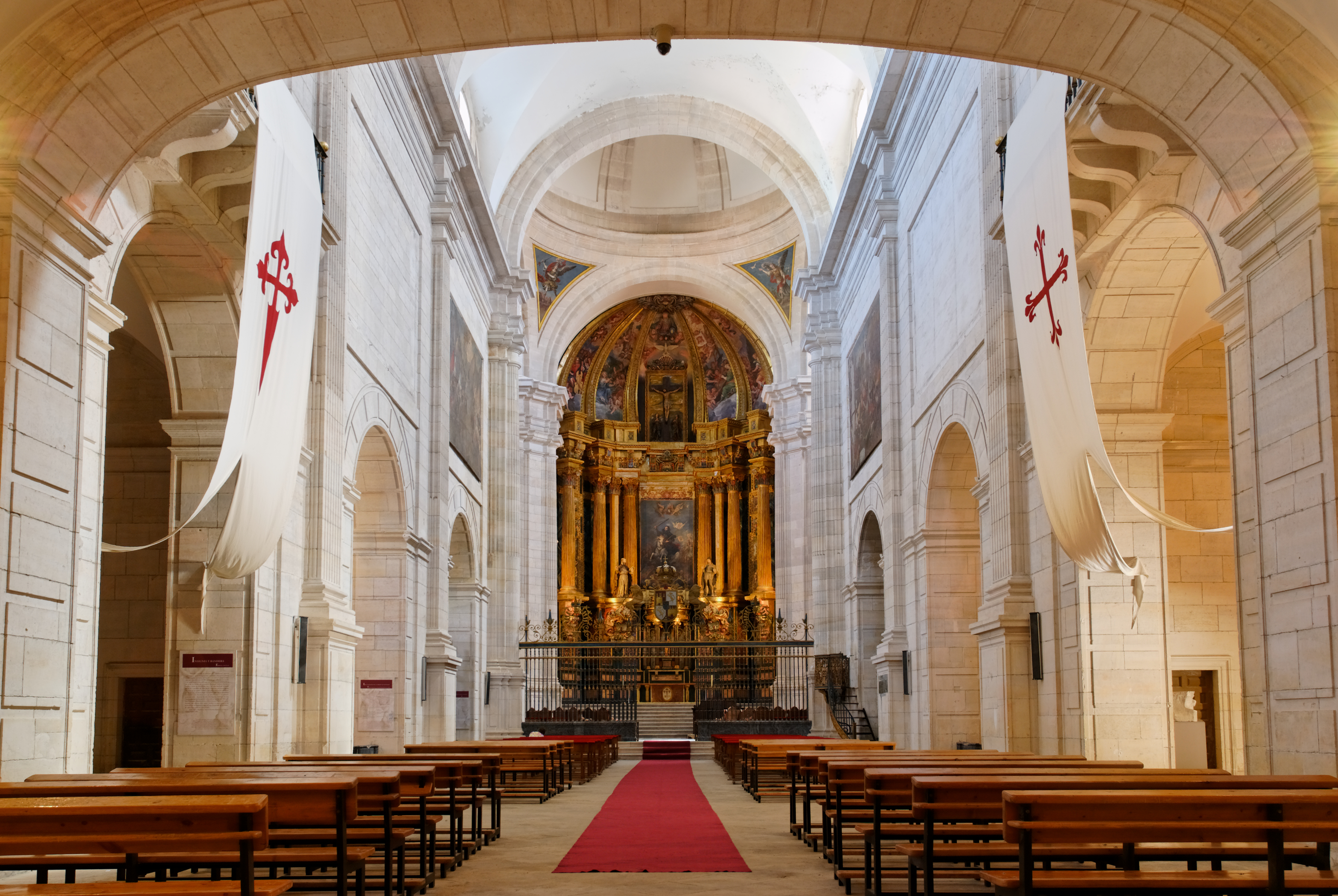
Vista General de la Iglesia del Monasterio de Uclés, en cuyo archivo se conserva el original del Fuero.

Si quis uero huius mee donationis cartam et istos meos foros in/16 aliquo rumperit uel diminuerit, aut collatios istos a foro suo extraserit, ad regem qui tunc reganuerit confestim supradicte uille reuertantur, et insuper ira Dei omnipotentis plenarie super eum incurrat, et/17 regie parti mille aureos, et uobis predictis conciliis dampnum quod intulerit duplatum pectet in coto.
Facta carta in Carrione, era MªCCªXVIIIª, pridie idus ianuarii. Et ego rex Aldefonsus,/18 regnans in Castella et in Toleto, hanc cartam quam fieri iussi, manu propria roboro et confirmo.
(Signo rodado). SIGNUM ALDEFONSI REGIS CASTELLE
(En círculo). Rodericus Gutierez, maiordomus regis, confirmat. Gómez Garsie, alferit regis, confirmat.
[1.ª columna]
Celebrunus, Toletanus archiepiscopus et Hyspaniarum primas, confirmat
Raymmundus, Palentinus episcopus, confirmat.
Petrus, Burgensis episcopus, confirmat.
Sanctius, Auilensis episcopus, confirmat.
Gundisaluus, Secobiensis episcopus, confirmat.
[2.ª columna]
Comes Petrus, confirmat.
Comes Gómez, confirmat.
Comes Ferrandus, confirmat.
Ferrandus Roderici, confirmat.
[3.ª columna]
Petrus de Arazuri, confirmat.
Petrus Roderici de Azagra, confirmat.
Petrus Garsiez, confirmat.
Didacus Boyso, confirmat.
[4.ª columna]
Petrus Roderici de Nágera, confirmat.
Aluarus Roderici de Guzman, confirmat.
Lupus Didaci de Mena
Lupus Didaci, merinus regis.
[Línea inferior]
Magíster Geraldus, regis notarius in Castella, existente cancellario, scripsit

## Ubicación
El diploma se conserva en un privilegio rodado. Es un original pergamino, escrito en letra gótica cancilleresca y está depositado en el Archivo Histórico Nacional. Órdenes Militares. Santiago-Uclés, Carpeta 325, n.º 1.
También está reproducido en Fueros y cartas pueblas de Castilla y León. El derecho de un pueblo, Salamanca 1992, p.14.
Transcrito por el Historiador Palentino nacido en Villorquite, Julio González González.